# Château de Dinan
Le château de Dinan est un ancien château fort du XIVe siècle, ayant remplacé une antique forteresse, remanié à plusieurs reprises, situé sur la commune française de Dinan dans le département des Côtes-d'Armor, en région Bretagne.
Le château est classé au titre des monuments historiques par arrêté du 12 juillet 1886.

## Localisation
Le château de Dinan est situé au sud de la ville, dans le département français des Côtes-d'Armor.

## Historique

### Motte castrale
Le château actuel, érigé au XIVe siècle, remplace une première motte castrale, appelée « vieil chastel » ou « Châteauganne », construite dès le XIe siècle. Son emplacement présumé est un promontoire au nord-est de la ville, qui se trouve à l'extérieur de l'enceinte actuelle. Il est détruit vers 1170. Il n'en reste aujourd'hui que le nom : la résidence du sous-préfet, située sur ce promontoire, est en effet toujours appelée Château-Ganne.
En 1064, le duc de Normandie Guillaume mène une expédition contre la Bretagne à laquelle participe activement Harold Godwinson, qui sera ensuite son adversaire à la bataille d'Hastings. La tapisserie de Bayeux, scènes 18 à 20, relate les prises successives des forteresses de Dol-de-Bretagne, Rennes, où Conan II de Bretagne s'est réfugié après avoir fui Dol-de-Bretagne, et Dinan, où Conan rend les clefs de la ville au bout d'une lance. La broderie de Bayeux montre également une tentative de sortie d'une partie des assiégés en utilisant un pont enjambant le fossé qui ceint la motte, alors que deux assaillants tentent d'incendier la palissade sommitale qui protège une tour centrale.

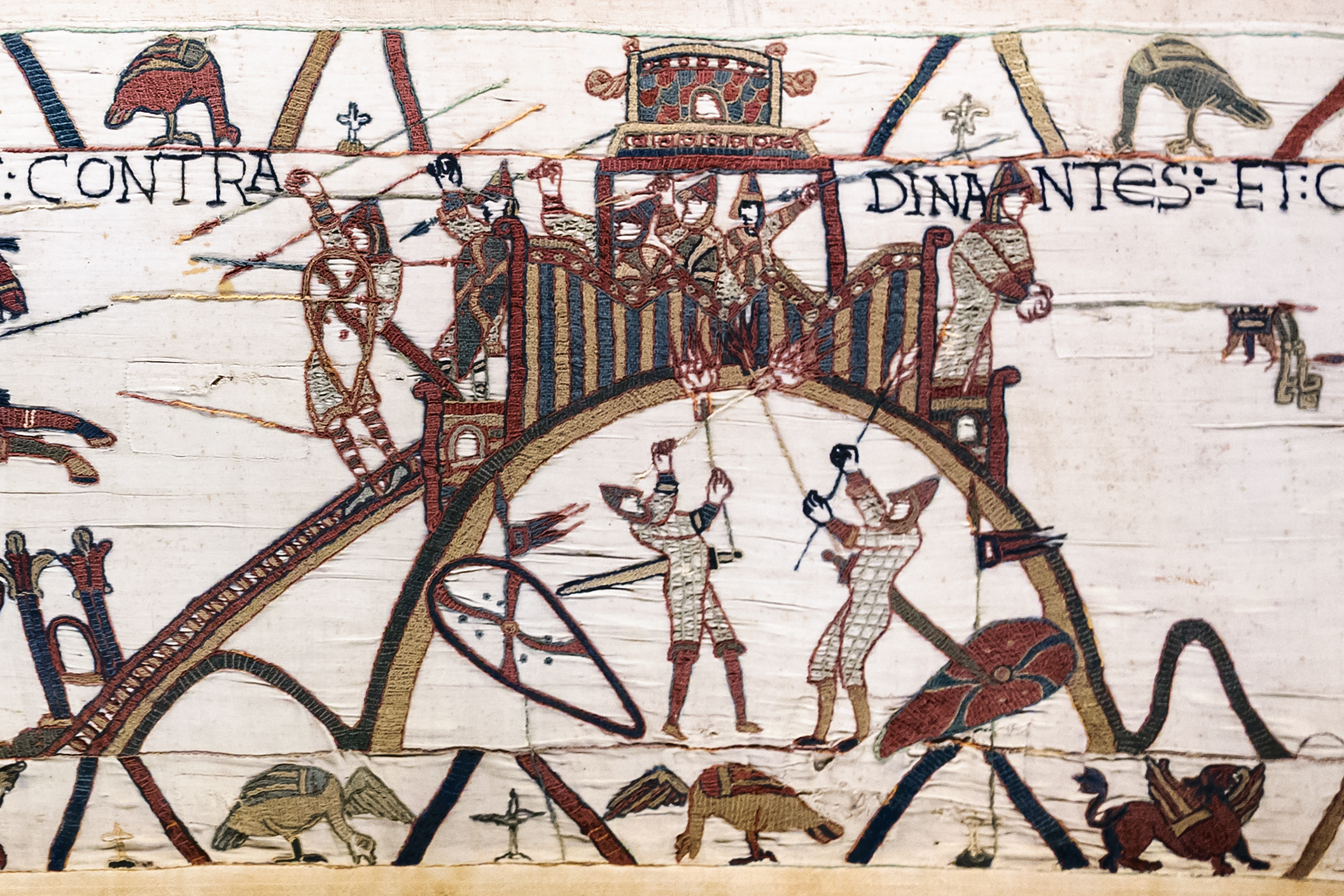
Scène 19 de la tapisserie de Bayeux. Combat des soldats de Guillaume contre les Dinannais.

### Tour ducale
Sorti vainqueur de la guerre de succession de Bretagne, Jean IV le Conquérant, duc de Bretagne, décide de la construction d'une tour maîtresse à Dinan en 1380 dans le but d'affirmer son autorité dans une ville qui a longtemps soutenu son rival Charles de Blois. Sous la conduite du maître d’œuvre Étienne le Tur, le chantier est achevé en 1393 et peut-être même dès 1384. Formé de deux tours rondes accolées dont la jonction est renforcée à l'ouest par un avant-corps carré, l'édifice culmine à plus de 30 mètres. Le couronnement est renforcé par des consoles de mâchicoulis à quatre ressauts. Le ressaut inférieur, très étiré, permet à la console de s'appuyer sur un nombre d'assises plus important, tout en offrant un rendu esthétique d'une grande qualité. À l'origine, une toiture d'ardoises venait coiffer l'ensemble.
À la fin du XVIe siècle, Dinan devient une place-forte de la Ligue catholique et, sous l'impulsion du duc de Mercœur, gouverneur de Bretagne, d'importantes modifications sont entreprises. Afin de réunir la tour maîtresse à la tour Coëtquen (tour d'artillerie érigée à la fin du XVe siècle), une gaine militaire dite « souterrain Mercœur » est aménagée, entraînant la condamnation de la porte du Guichet qui est alors murée. En parallèle, une cour-haute, protégée par des structures en éperon est construite. De manière très significative, c'est vers la ville, et non vers l'extérieur, que sont alors tournées les embrasures.
Délaissé au XVIIe siècle, le château fait l'objet de deux rapports, en 1693 et 1701, de l'ingénieur militaire Siméon Garangeau. Vantant la qualité architecturale de l'édifice, il suggère des travaux afin de transformer la tour maîtresse, d'abord en résidence pour le gouverneur particulier de la ville puis en prison militaire. Pendant tout le XVIIIe siècle, des marins anglais prisonniers vont y loger par centaines. Conséquence de ces transformations, la toiture est définitivement remplacée par une terrasse tandis que le chevet de la chapelle est percé pour accueillir une nouvelle porte d'entrée.
Devenu prison de droit commun au XIXe siècle, le château est racheté au début du XXe siècle par la ville de Dinan qui y installe son musée municipal en 1908. Consacrées à l'histoire et à l'artisanat de Dinan et de son territoire, les collections du musée de Dinan comprennent de nombreux objets ethnographiques collectés dans les communes des bords de Rance. Retirées progressivement du château en 2015, les collections sont désormais conservées dans les réserves municipales.
En 2014, la Ville de Dinan a souhaité porter un ambitieux programme de restauration et de mise en valeur du monument rendu possible grâce à d'importantes recherches historiques qui ont permis un autre regard sur le château.

## Description

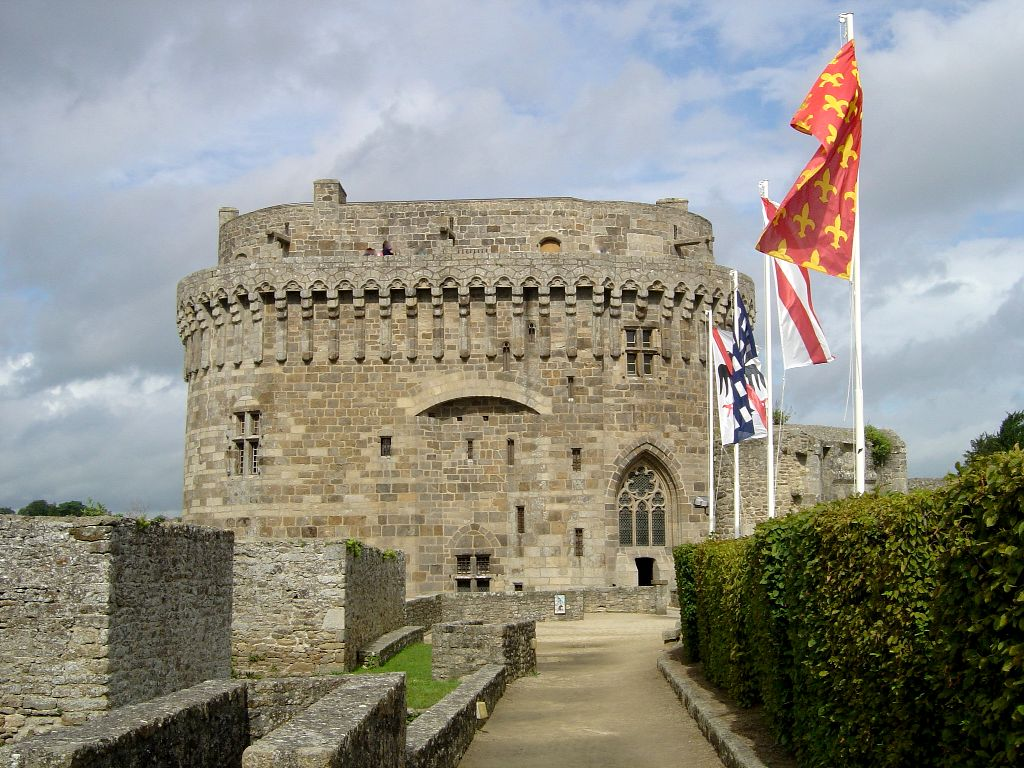
Vue depuis la cour-haute du château.

C'est un ensemble composite, constitué à la fin du XVIe siècle par le duc de Mercœur à partir de trois éléments initialement distincts : la tour ducale, édifiée dans la décennie 1380 par le duc de Bretagne Jean IV ; la porte du Guichet — à l'origine la porte méridionale de la ville — et la tour Coëtquen, remarquable tour d'artillerie construite à la fin du XVe siècle lors des travaux de modernisation de l'enceinte urbaine, commandités par le duc François II. L'ensemble fait partie de l'enceinte urbaine de Dinan, construite à la fin du XIIIe siècle par les ducs de Bretagne, et jadis la troisième cité la plus importante du duché après celles de Nantes et de Rennes.
Remarquable exemple de l'architecture de la fin du XIVe siècle, la tour-palais de Dinan s'inscrit, de par sa complexité architecturale et la qualité de son décor, parmi les grandes demeures princières de la période. À l'échelle de la Bretagne, il s'agit, avec le château des ducs de Bretagne à Nantes et le château de Suscinio, d'un témoin du raffinement de la cour des Montfort.
À l'origine, un sixième niveau et une toiture décrite en 1636 comme à « double sommet en pointes couvertes d'ardoises » venait compléter l'ensemble.

## Parcours scénographique
Plus qu'une forteresse, cette construction est avant tout une résidence princière, une véritable « tour-palais » où la distribution des espaces et la grande qualité des décors intérieurs répondent à une organisation stricte, caractéristique de la fin du XIVe siècle. Ainsi, sur cinq niveaux, se succèdent tour à tour :
- la cuisine ;
- la salle de banquet ;
- la chambre de parement et la chapelle ;
- la chambre de retrait ;
- les appartements privés.

Le château de Dinan est ouvert à la visite tous les jours, de début avril au 30 septembre puis du mardi au dimanche du 1er octobre au 31 décembre.
Depuis 2013, la fréquentation du site connaît une hausse importante, preuve de l'intérêt des visiteurs pour ce remarquable témoignage de l'architecture résidentielle des ducs de Bretagne. Avec plus de 55 000 visiteurs en 2019, le château de Dinan est aujourd'hui le premier monument visité de la ville et le second château le plus visité des Côtes-d'Armor après Le Fort la Latte.
Inaugurés le 9 juin 2019, les nouveaux aménagements ont permis l'ouverture au public du « souterrain Mercœur » et la restitution de l'emprise de la cour d'honneur mais également la mise en place d'une nouvelle scénographie dont les deux thématiques « l'art de la guerre au XVe siècle » et « la vie quotidienne dans les résidences princières » font la part belle à l'archéologie expérimentale et sont au service de la compréhension du château et de son architecture. De juin à septembre plusieurs visites thématiques sont proposées tout au long de la journée.

## Galerie

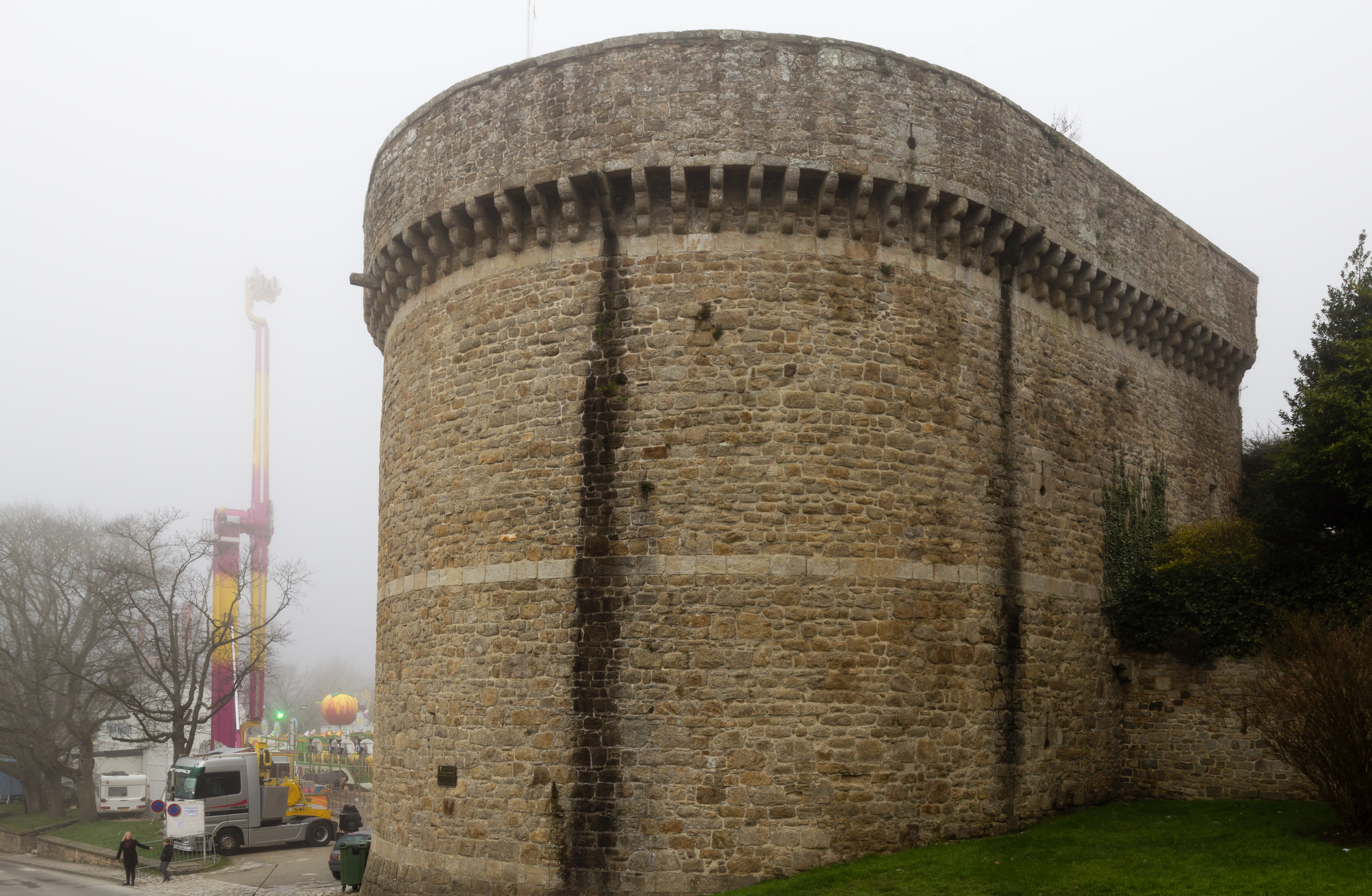
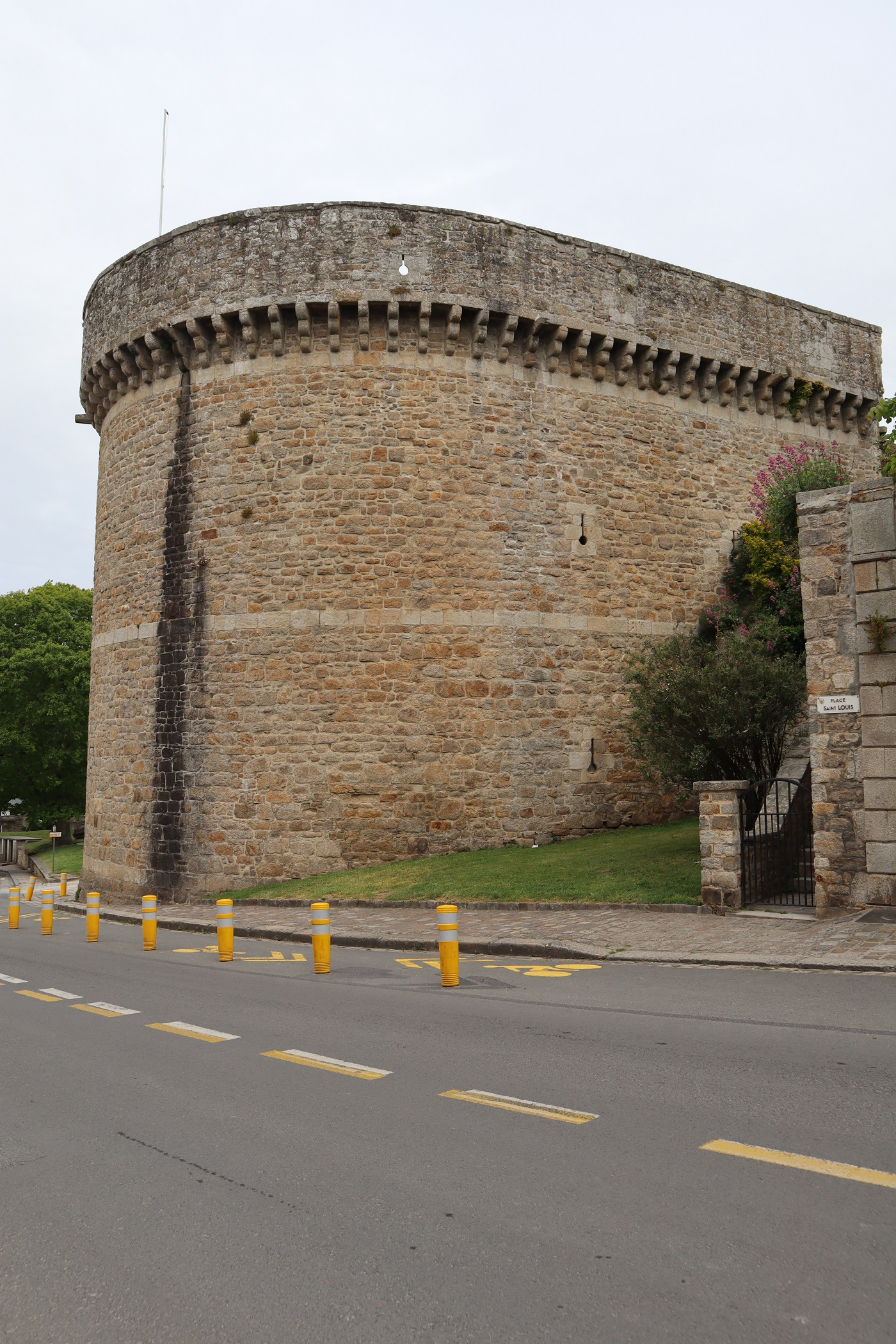
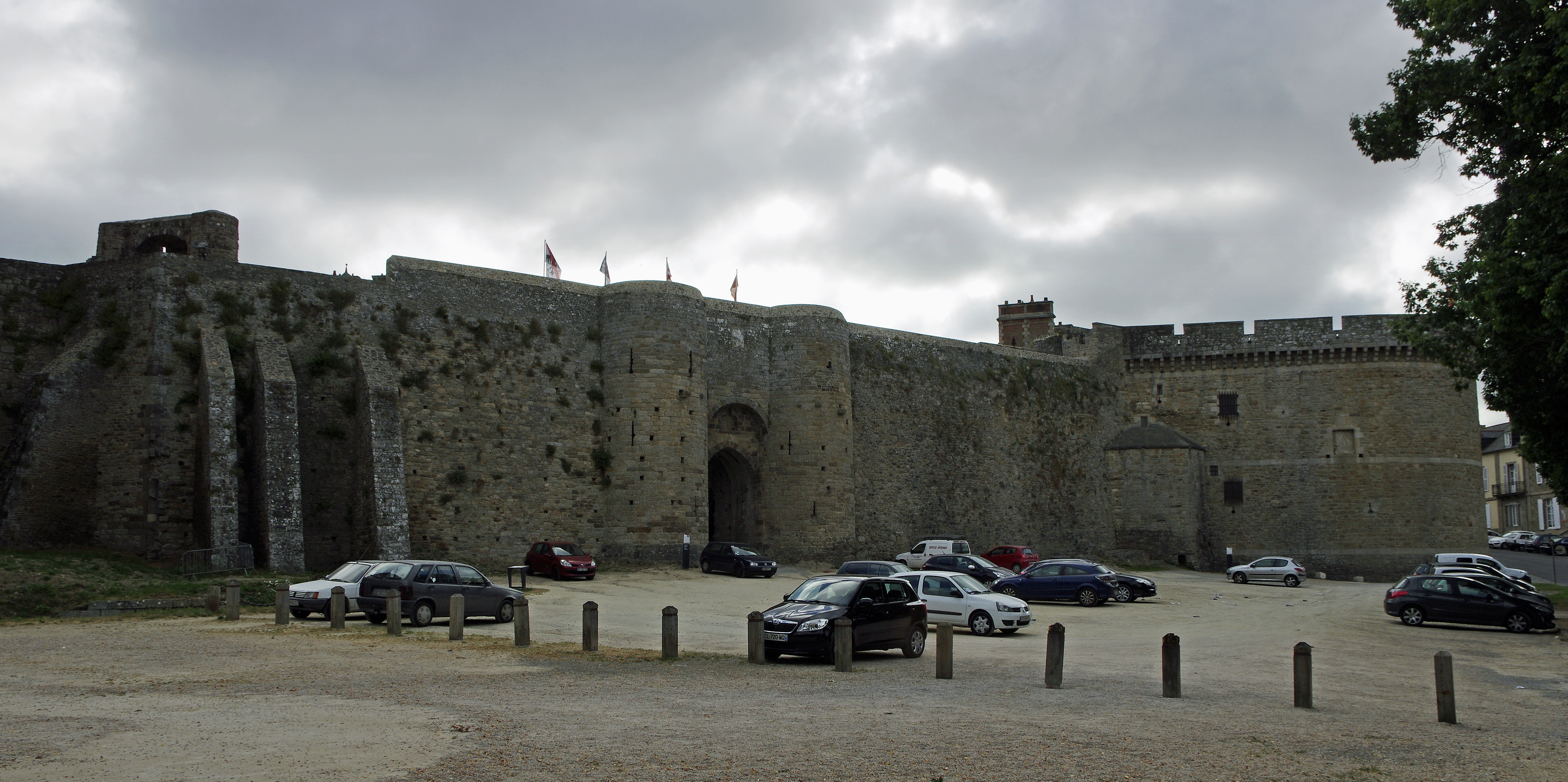
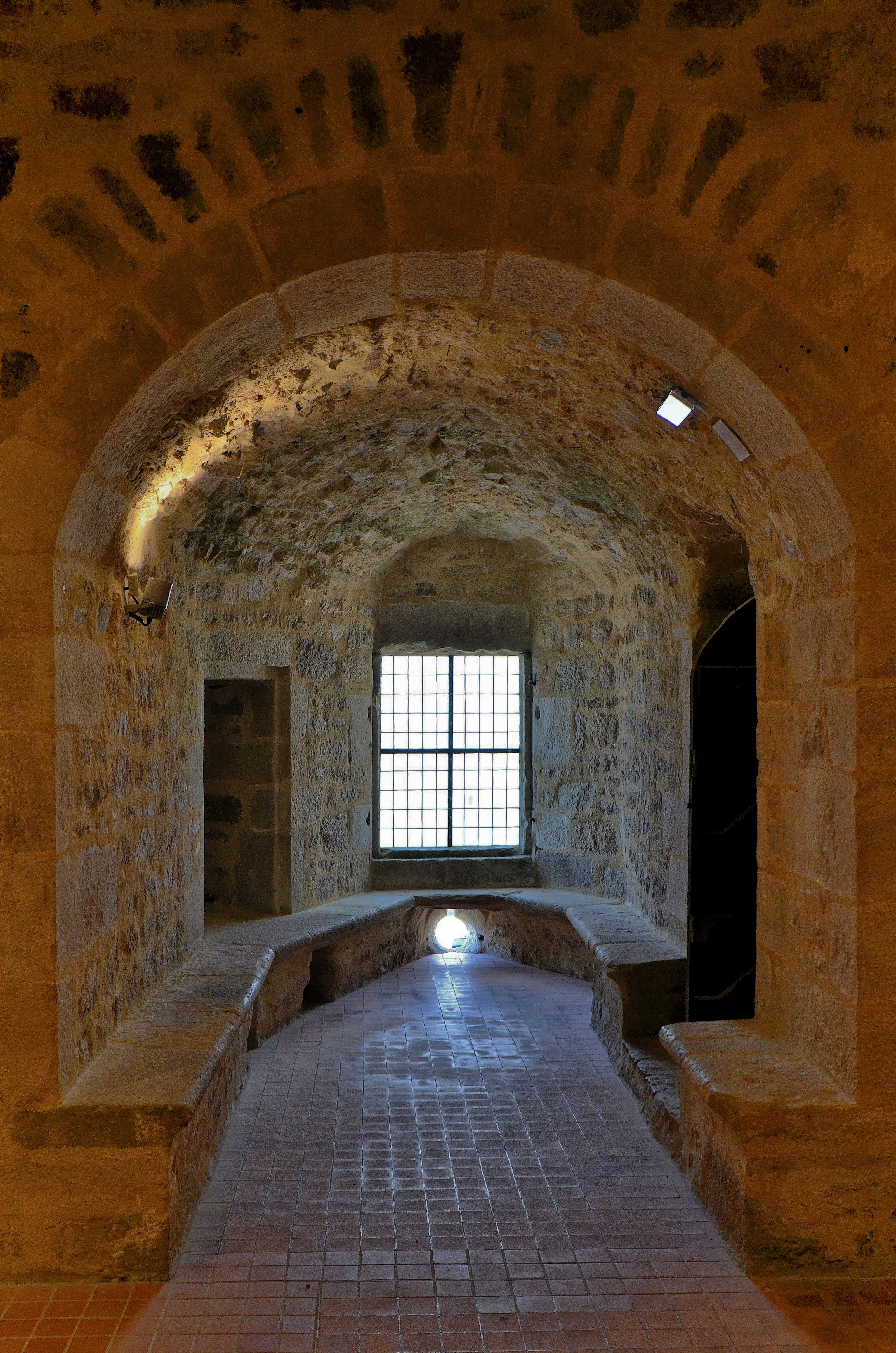
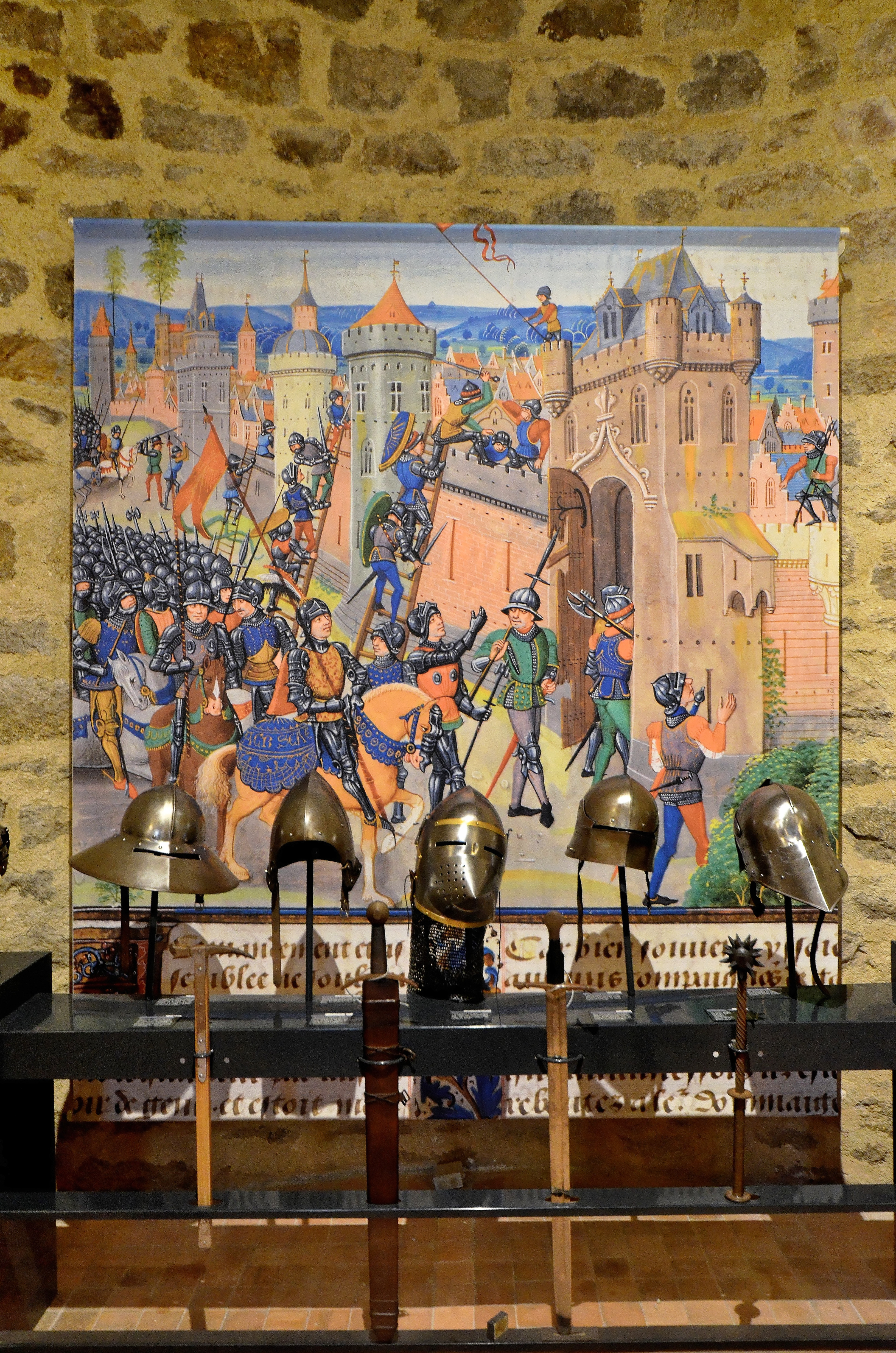
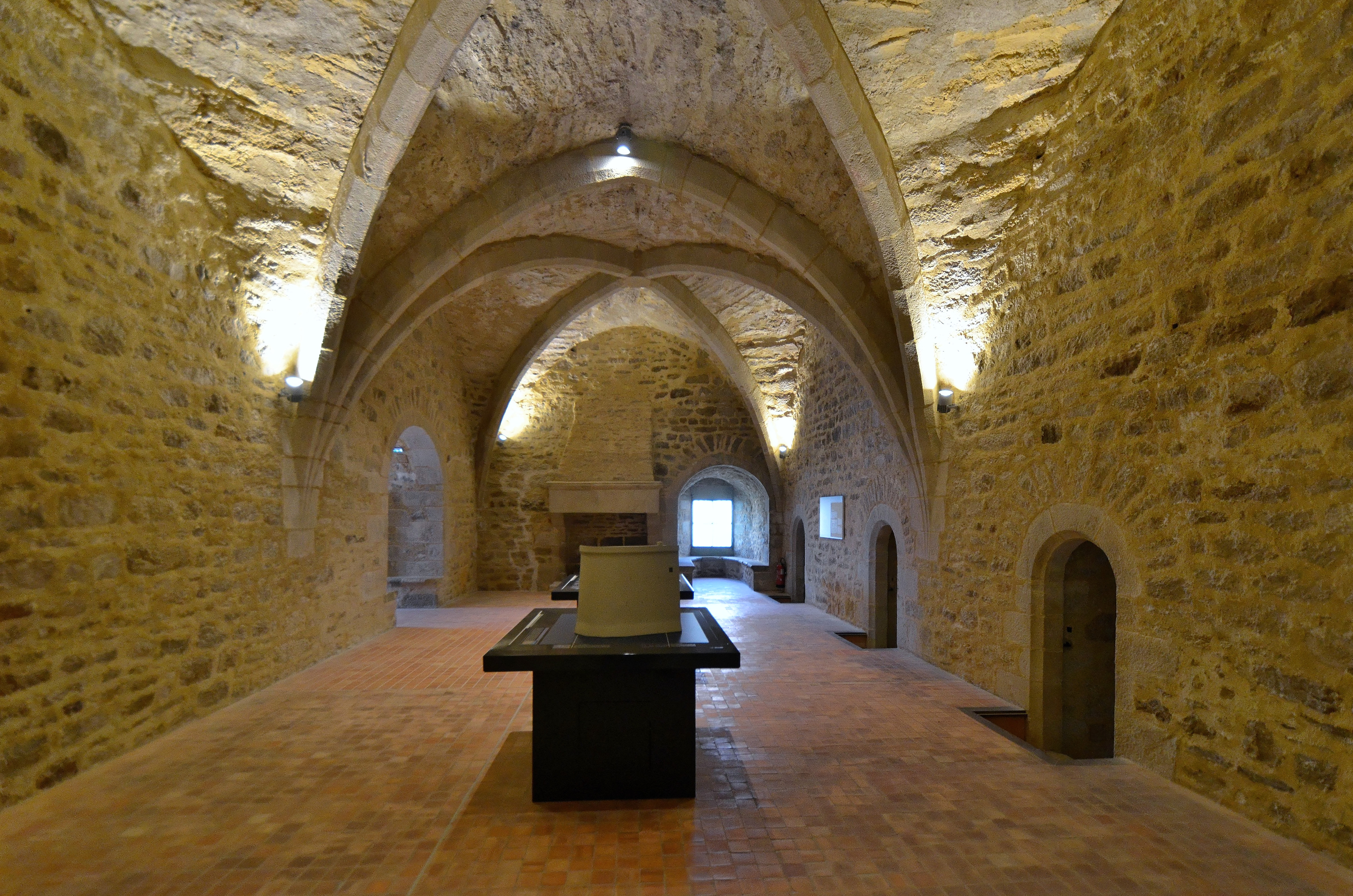
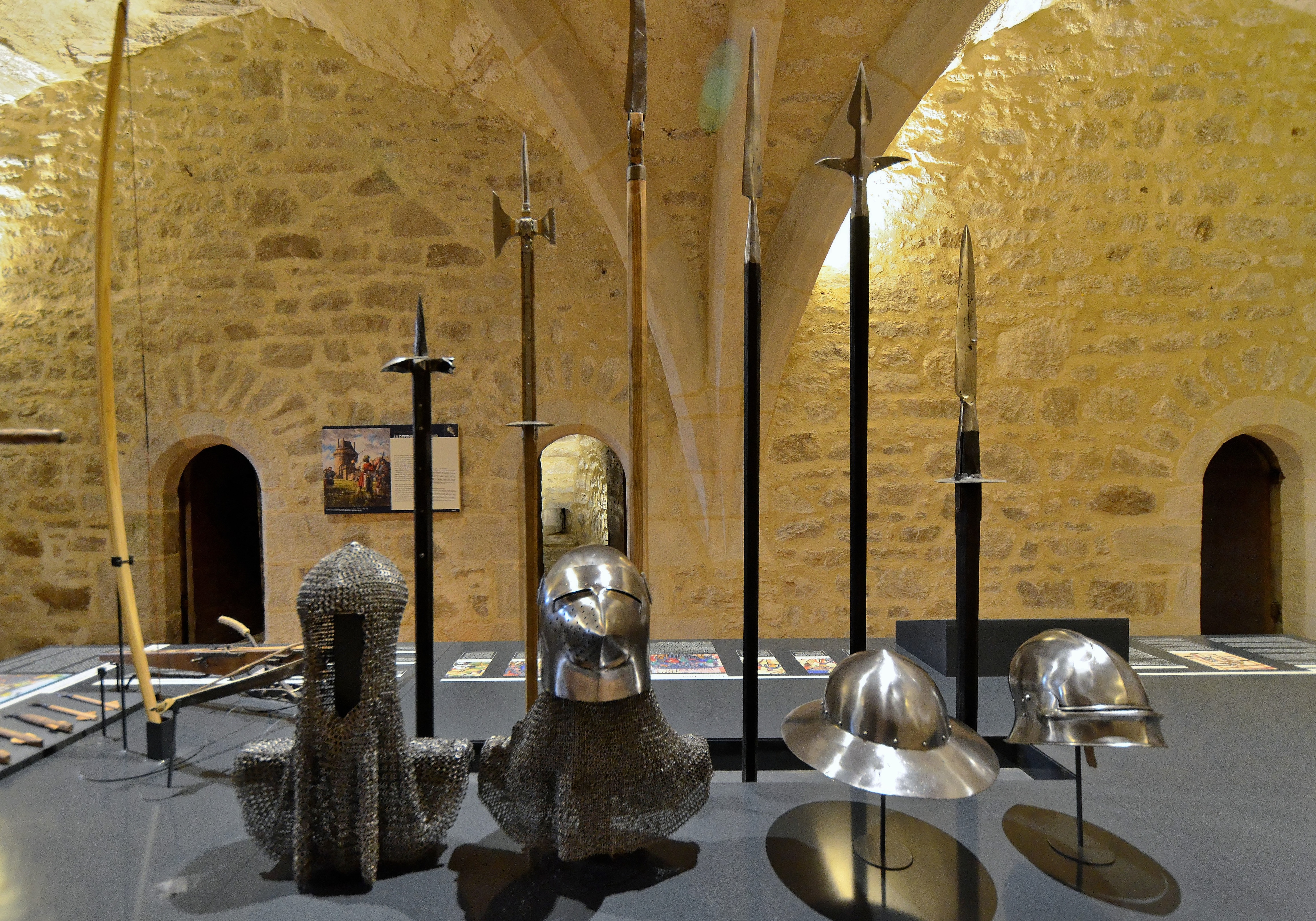

## Le château au cinéma
- Du Guesclin, 1948, de Bernard de Latour.